# Hugo Schuchardt
Hugo Ernst Mario Schuchardt, född den 4 februari 1842 i Gotha, död den 21 april 1927 i Graz, var en tysk romanist.
Schuchardt studerade i Jena och Bonn, vistades därpå i franska Schweiz och Italien, blev professor 1873 i Halle och 1876 i Graz samt tog 1900 avsked. Han utvecklade ett mycket omfångsrikt och betydande vetenskapligt författarskap, av vars frukter kan nämnas Der Vokalismus des Vulgärlateins (3 band, 1866-68), Ritornell und Terzine (1874), Über Hasdens altrumänische Texte (1880), Kreolische Studien (9 delar, 1882-90), Slawo-deutsches und slawo-italienisches (1885), Über die Laut-gesetze (samma år), Romanisches und keltisches (1886), Baskische Studien (I, 1873), Weltsprache und Weltsprachen (1894), Über den passiven Charakter des Transitivs in den kaukasischen Sprachen (1895), Romanische Etymologien (2 band, 1898-99), Baskisch und romanisch (1906), Die iberische Deklination (1907),  Die Sprache der Saramakkaneger in Surinam (1914) och Zur Kenntnis des baskischen von Sara (1922). I de polemiker, som Första världskriget framkallade, deltog Schuchardt med ströskrifterna Deutsch gegen französisch und englisch (1914; 3:e upplagan 1915) och Aus dem Herzen eines Romanisten (1915). Schuchardt var ledamot av vetenskapsakademien i Wien. Till hans 80-årsdag utgavs festskriften Hugo Schuchardt-brevier. Ein Vademekum der allgemeinen Sprachwissenschaft (1922). 